# Serixia celebensis
Serixia celebensis är en skalbaggsart som beskrevs av Stefan von Breuning 1958. Serixia celebensis ingår i släktet Serixia och familjen långhorningar.
Artens utbredningsområde är Sulawesi. Inga underarter finns listade i Catalogue of Life.